# 공포의 계단
《공포의 계단》(The People Under The Stairs)은 미국에서 제작된 웨스 크레이븐 감독의 1991년 공포 영화이다. 브랜던 퀸틴 애덤스 등이 주연으로 출연하였고 스튜어트 M. 베저 등이 제작에 참여하였다.

## 출연

### 주연
- 브랜던 퀸틴 애덤스
- 에버렛 맥길
- 웬디 로비
- A.J. 랭거
- 빙 라메스
- 빌 콥스

### 조연
- 켈리 조 민터
- 숀 월렌
- 제레미 로버츠

## 기타
- 공동제작: 딕시 캡
- 협력프로듀서: 피터 포스터
- 미술: 브라이언 존스
- 의상: 아이린 멜처
- 배역: 에일린 맥 나이트